# Goathland
Goathland er en lille landsby med ca. 400 indbyggere, beliggende i Yorkshire i England. Byen ligger i North York Moors-nationalparken nær ved Whitby. Byen er omgivet af skøn og smuk natur og har sin egen jernbanestation på den dampdrevne jernbanestrækning North Yorkshire Moors Railway.

## Goathland på film
Goathland har rødder helt tilbage til vikingetiden, men er nu til dags bedst kendt for at lægge omgivelser til filmens og TV's verden. Der har ikke fundet nogen nævneværdige forandringer sted i byens udseende gennem de seneste mange år, hvilket har gjort byen til de perfekte kulisser for filmoptagelser, der rækker nogle årtier tilbage i tiden.

### Heartbeat
Serien "Heartbeat", som i Danmark er kendt som Små og store synder, foregår meget af tiden i den lille by Aidensfield. Denne by er fiktiv og opfundet til serien, men det er i Goathland, at optagelserne har fundet sted. Aidensfields landhandel, hotellet, jernbanestationen, autoværkstedet og så videre kan alt sammen ses i virkelighedens verden i Goathland.
Selv skiltene på huse og butikker ses flere steder med navnet Aidensfield på, og den karakteristiske politibil (Ford Anglia med den specielle skrånende bagrude) holder parkeret i byen.

### Harry Potter
I Harry Potter-filmene ligger stationen Hogsmeade Station tæt på kostskolen Hogwarts. Det er her Hogwartsekspressen kører til og fra når eleverne skal starte på skoleåret.
I filmene bliver Goathland jernbanestation brugt som Hogsmeade Station. Den blev bygget tilbage i 1865 og er stort set ikke ændret siden da.